# Poluostrov Barsakel'mes
Poluostrov Barsakel'mes (kazakiska: Barsakelmes Tübegi) är en halvö i Kazakstan.   Den ligger i oblystet Qyzylorda, i den västra delen av landet, 1 000 km sydväst om huvudstaden Astana.